# Frank Greer
Frank Bartholomew Greer (født 26. februar 1879 i Boston, Massachusetts, død 7. maj 1943 i Winthrop, Massachusetts) var en amerikansk roer og olympisk guldvinder.

## Rokarriere
Greer roede for East Boston Amateur Athletic Club og blev amerikansk og canadisk mester i singlesculler tre år i træk, første gang i 1903, samt endnu et amerikansk mesterskab i 1908. Ved OL 1904 i St. Louis deltog udelukkende blot fire roere i singlesculler, alle amerikanere, og konkurrencen talte både som OL-konkurrence og amerikanske mesterskaber. Greer var ganske suveræn, idet han vandt med et forspring på to bådlængder ned til Jim Juvenal, mens Constance Titus yderligere en halv bådlængde bagud blev nummer tre.

## Videre karriere
Efter at have indstillet sin aktive karriere fungerede Greer en periode som rotræner i Detroit Athletic Club. Senere vendte han tilbage til Boston og blev sherif i Suffolk County Jail i adskillige år.

## OL-medaljer
- 1904:  Guld i singlesculler